# Прончищева Тетяна Федорівна
Тетяна (також Марія) Федорівна Прончищева, до шлюбу Кондирєва; до 1713 року, с. Березово Алексинського повіту — 12 [23] вересня 1736, Таймир) — російська полярниця, мандрівниця. Перша жінка-полярна дослідниця Арктики, учасниця Великої Північної експедиції у складі Ленсько-Єнісейського загону, дружина керівника загону лейтенанта Василя Прончищева.
Довгий час через помилки картографів її ім'ям вважалося Марія, а справжнє ім'я було невідоме.

## Життєпис
Тетяна Кондирєва народилася в селі Березово Алексинського повіту (нині Дубенського району Тульської області) не пізніше 1713 року у родині стряпчого Федора Степановича Кондирєва і Василини Петрівни, до шлюбу Нелюбової. У родині були ще брат Федір та сестра Ганна. Її батько під час Північної війни охороняв Петербург від нападів шведського флоту, брав участь у будівництві верфей російського флоту. Після його смерті сім'я жила за одними даними у Березово, за іншими — у 1721 році переїхала на острів Котлін, де його батькові за заслуги перед державою ще в серпні 1712 року була надана земля.
За одними даними Тетяна була знайома з майбутнім чоловіком з дитинства, бо садиба батька Василя Прончищева розташовувалася неподалік від Березово, за іншими — вони познайомилися після переїзду Кондирєвих на Котлін.
20 (31) травня 1733 року Тетяна та Василь в одному з родових сіл справили весілля, а в червні переїхали до Москви, а вже через кілька днів вирушили в складі Великої Північної експедиції до Сибіру.

## Участь в експедиції і смерть
Перед Ленсько-Єнісейським загоном під керівництвом Василя Прончіщева було поставлено завдання дослідити та описати узбережжя Північного Льодовитого океану від гирла Лени до гирла Єнісею.

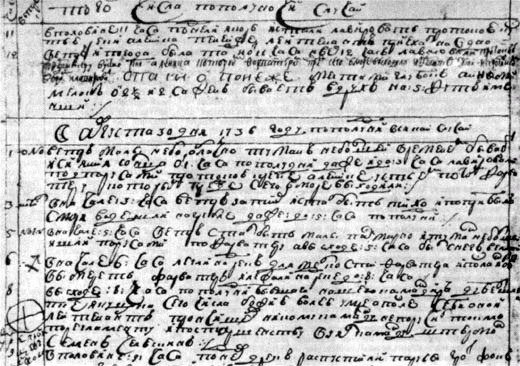
Фрагмент сторінки вахтового журналу «Якутська» від 30 серпня 1736 року з повідомленням про смерть Прончищева

До літа 1735 року в Якутську була побудована дубель-шлюпка «Якутськ», на якій загін з 40 людей 25 серпня 1735 року досяг гирла річки Оленьок, де вимушений був зимувати через виявлену течу.
У серпні 1736 року почалося нове плавання, і судно досягло Хатангської затоки, а потім попрямувало уздовж східного берега Таймиру на північ, досягнувши точки 77°25' північної широти, але незабаром, через важкі льоди, що перегородили шлях, Прончищев був змушений лягти на зворотний курс і повернутися на зимівлю в гирлі Оленька.
29 серпня Прончищев шлюпкою відправився на розвідку і зламав ногу. Повернувшись на судно, він втратив свідомість і незабаром помер. Справжня причина смерті — синдром жирової емболії внаслідок перелому — стала відома зовсім недавно, після того як у 1999 році розкрили могилу мандрівника. Раніше вважалося, що Василь Прончищев помер від цинги.
2 вересня 1736 року «Якутськ» увійшов в гирло річки Оленьок. 4 вересня Тетяну звезли на берег.

12 вересня 1736 року з невідомої причини Тетяна Прончищева померла. Запис в судновому журналі, зроблений рукою  Семена Челюскіна, свідчить: 
|  | На початку цієї 4 години з півночі колишнього командира Дубель-шлюпки "Якуцький" Прончищева волею Божою дружина його умре... |

## Таємниця імені
Тетяна Прончищева брала участь в експедиції потай. У рапортах свого чоловіка і штурмана Семена Челюскіна, а також керівників експедиції Вітуса Берінга та Олексія Чирикова вона не згадується. Навіть запис про її смерть у вахтовому журналі шлюпа «Якутськ» не згадує її особистого імені.
У 1913 році мис на вході до однієї з безіменних на той момент бухт на східному узбережжі Таймиру був названий експедицією Вількицького на честь Прончищевої і на карті позначений як «м. Прончищевої». Позначення на карті «м. Прончищевої» (мис Прончищевої) при підготовці видання карт прийняли рішення віднести його до прилеглої бухти, тому трансформувалося в «бухту М. Прончищевої». У 1921 році «М» було розшифровано як «Марія». Відповідно, довгий час особистим іменем дружини Василя Прончищева вважалося Марія. Справжнє ім'я було встановлено в 1983 році В. В. Богдановим за документами Центрального державного архіву давніх актів.

## Пам'ять

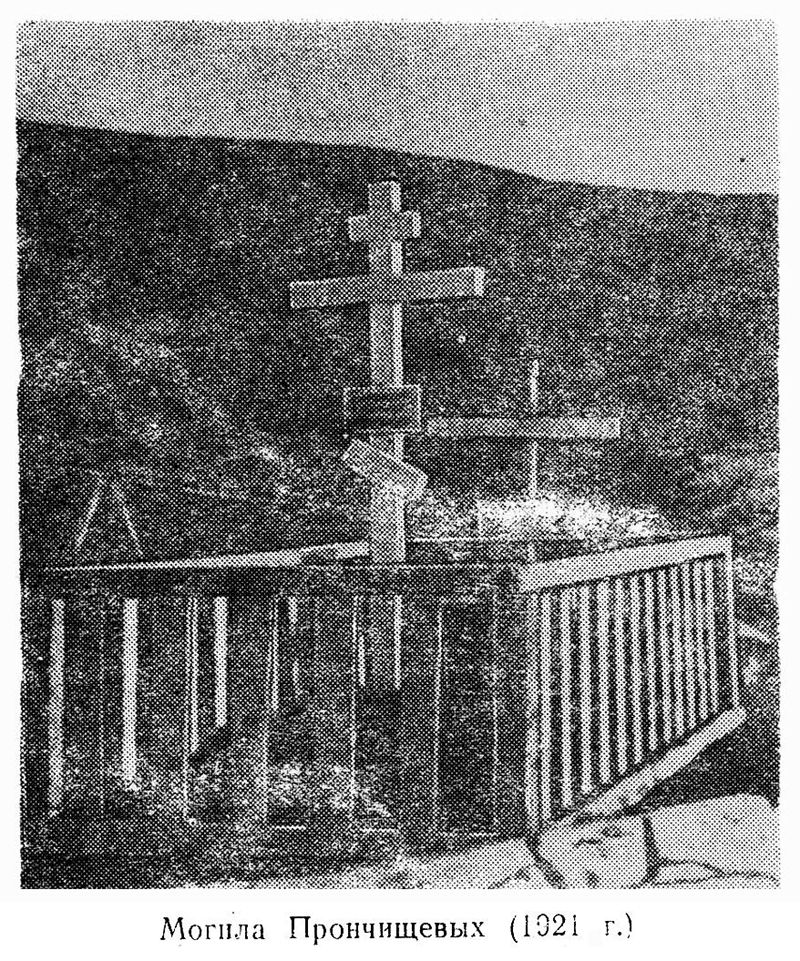
Могила Прончищевих (світлина 1921 року)

Могила Прончищевих збереглася до наших днів. У 1875 році її знайшов геолог Олександр Чекановський. У 1893 році Едуард Толль, а в 1921 році гідрограф Микола Євгенов відновлювали хрест.
В наші дні могила Прончищевих, поруч з якою знаходяться полярна станція і селище Усть-Оленьок, дбайливо охороняється як історичний пам'ятник.
У 1999 році експедиція Інституту археології Російської Академії наук (РАН) і клубу «Пригода» Дмитра Шпароа провела ексгумацію та перепоховання останків подружжя Прончищевих. У ході цієї роботи була виконана реконструкція їх осіб, були написані портрети, а також встановлено причини смерті Василя Прончищева.
- Бухта Марії Прончищевойї в морі Лаптєвих.
- Гора Прончищевої (112 м) на півострові Таймир.
- Півострів Марії Прончищевої.
- Полярна станція Бухта Марії Прончищевої[11].
- У Якутську встановлено пам'ятник подружжю Прончищевих.
- Меморіальна табличка на Алеї Слави в селищі Дубна Тульської області.
- Фільм «Перші» (2017) про життя та подвиг подружжя Прончищевих.